# Pazkau
Pazkau (belarussisch Пацкаў, russisch Пацков) war ein Gehöft in Belarus in der Homelskaja Woblasz. Es lag neben der Stadt Bragin am Ufer des kleinen Flusses Braginka. Pazkau hat jetzt keine Einwohner mehr.
Die Verwaltung der Homelskaja Woblasz hat Pazkau am 17. November 2005 aus der Registrierungsliste ausgeschlossen.